# Simulium adelaideae
Simulium adelaideae är en tvåvingeart som beskrevs av Craig 2004. Simulium adelaideae ingår i släktet Simulium och familjen knott. Inga underarter finns listade i Catalogue of Life.